# Christa Tordy

Christa Tordy um 1928 auf einer Fotografie von Alexander Binder

Christa Tordy, gebürtig Anna Liese Marie Uhlhorn (* 30. Juni 1901 in Fähr bei Bremen; † 28. April 1945 in Bad Saarow), war eine deutsche Stummfilmschauspielerin.

## Leben und Werk
Anna Liese genannt Anneliese Uhlhorn zog mit ihren Eltern in jungen Jahren nach Wiesbaden, wo sie mit 17 ihr Abitur bestand. Anschließend begann sie Kunstgeschichte, Archäologie, Philosophie und Literaturgeschichte in Berlin, München und Breslau zu studieren. Nebenbei trat sie auch am Studententheater auf und beteiligte sie sich an der Herstellung von Theaterstücken mit humoristischem Einschlag (Kaiser Nero). In Breslau erfolgte ihre Promotion zum Dr. phil.
Während eines Besuchs ihrer Cousine Mady Christians, die in Berlin gerade (1925) Ludwig Bergers Film Ein Walzertraum drehte, wurde Anneliese Uhlhorn von Berger und Kameramann Werner Brandes angesprochen und zu Probeaufnahmen überredet. Mit dem Ende ihres Studiums im Sommer 1926 wechselte Uhlhorn endgültig vor die Kamera und drehte seit ihrem Debüt in Fritz Wendhausens Polizeifilm Sein großer Fall unter dem Künstlernamen Christa Tordy eine Reihe von Stummfilmen (Haupt- wie Nebenrollen). Tordy blieb nur zwei Jahre im Filmgeschäft, dann heiratete sie den Filmstar Harry Liedtke und zog sich ins Privatleben zurück.
Ende April 1945 wurde das Ehepaar nach einem missglückten Selbstmordversuch von marodierenden Rotarmisten in beider Villa ermordet, nachdem Liedtke kurz zuvor zu verhindern versucht hatte, dass die Sowjetsoldaten seine Ehefrau vergewaltigen.

## Filmografie
- 1926: Sein großer Fall
- 1926: Der Seekadett
- 1926: Potsdam, das Schicksal einer Residenz
- 1927: Prinz Louis Ferdinand
- 1927: Die Beichte des Feldkuraten (Ö) / Das Feldgericht von Gorlice (D)
- 1927: Die Sandgräfin
- 1927: Das Geheimnis von Genf
- 1928: Amor auf Ski